# 2023年陕西白鹿原直升机坠落事故
2023年陕西白鹿原直升机坠落事故，是指2023年5月2日13时59分，一架注册号为B-70YA的Robinson R44直升机在中国陕西省西安市灞桥区白鹿仓景区北部的狄寨街道风光路附近的樱桃园里坠落的事故。事故机身有明显受损。事故造成3人死亡、1人受伤。事故原因正在调查中。

## 事发经过
白鹿原·白鹿仓景区位于古城西安著名的白鹿原上，处于西安市近郊，距离东三环5公里，南部是鲸鱼沟风景区；中部是现代农业示范园；北部有樱桃谷旅游区，可在晴天鸟瞰西安市区，为国家AAAA级旅游景区。
白鹿仓航空飞行营地目前拥有热气球营地和飞行小镇两大板块，运营直升机飞行体验项目和作为航空飞行营地。该营地有200余亩的草坪和几处直升机停机坪，是中国首批通航飞行营地，也是热气球嘉年华活动举办地。景区工作人员确认，景区目前运营正常。直升机飞行体验属于外包服务，有关事故的详细信息应向运营商咨询。同时，工作人员指出，事故是否造成伤亡将由官方通报。
5月2日，该事件引发媒体关注，灞桥区委宣传部工作人员对中国青年报青蜂侠的记者表示，他们正在处理此事。灞桥区应急管理局工作人员表示，事故发生后，区应急局等有关部门人员已到现场开展救援工作，关于具体救援进展及事故原因，需要向灞桥区宣传部门咨询。他们补充说：“我们从昨天（2日）到现在一直在开展相关工作。”
视频拍摄的现场画面显示，一架白色的直升机机身受损明显，周围有许多被压断的树枝。在另一段视频中，有人称“白鹿仓的直升机掉到了村民的樱桃地里面了”，并提醒围观人员不要轻易触碰，同时坠机现场有人报警。
5月3日上午，极目新闻记者多次拨打景区提供的运营方电话，但无人接听。灞桥区警方称，事故发生当天，辖区派出所有出警处理此事件。
下午，央视新闻记者从事故现场接诊的医院获悉，事故中有3人经抢救无效身亡。直升机为属于陕西龙翼通用航空的R44型直升机，白鹿仓飞行营地的运营方为龙翼通航。龙翼通航工作人员表示，根据民航局通知，辖区内所有飞行项目均已停飞。

## 事故原因
灞桥区有关部门称具体事故原因正在调查。救援工作已经结束，善后处置工作正在开展。

## 航司
坠落直升机所属的陕西龙翼通用航空有限公司成立于2017年3月，注册资本2,000万人民币。2023年5月4日下午，红星新闻记者来到了该公司的注册地址，西安市国家民用航天产业基地北航科技园1号楼，看到办公室内空无一人，门口也未挂公司牌子。该层保洁人员告诉记者，该公司的牌子于最近两天被摘下。
据中国民用航空西北地区管理局网站信息显示，2018年1月，同意陕西龙翼通用航空有限公司经营许可证申请，颁发经营许可证。其基地机场为陕西蒲城通用机场。公司经营项目包括“商用驾驶员执照培训、空中游览、航空器代管、航空摄影、空中巡查、电力作业、私用驾驶员执照培训、空中广告、科学实验、航空喷洒（撒）、航空护林、空中拍照；使用具有特殊适航证的航空器开展表演飞行、个人娱乐飞行、运动驾驶员执照培训、航空喷洒（撒）、电力作业”。
中国民用航空西北地区管理局公布的相关信息显示，陕西龙翼通用航空有限公司共有5架飞机，包括2架R44型直升机、2架R66直升机、1架贝尔206B型直升机，均为美国生产。红星新闻记者从事发现场视频中看到，此次坠落的直升机上标注着“R44”的字样。该公司空中游览业务的临时起降点有5处，分别为秦始皇兵马俑临时起降点、白鹿原影视城临时起降点、壶口瀑布景区临时起降点、礼泉县袁家村景区临时起降点、陕西白鹿仓临时起降点。
陕西龙翼通用航空有限公司此前在壶口瀑布、秦始皇陵兵马俑、白鹿原影视城等多地均开展了直升机观光业务，单人单次的搭乘费用基本上在300元左右，飞行时间也在6分钟左右。去哪儿网上销售的直升机壶口瀑布观光项目介绍中写到，空中沿河岸飞行2圈，时间约6分钟，“直升机满2人及以上起飞，飞机除机长外最多可供3人搭乘”。该项目此前的售价为单人单次398元，2023年5月4日的携程旅行网信息显示，该直升机观光项目已经下架。

## 涉事直升机
涉事飞机为罗宾逊R44乌鸦II，注册编号为B-70YA，序列号为14112，机龄未知。民航北京监管局曾于2018年召开对罗宾逊R44型直升机运行安全专题研讨会。中国民用航空华北地区管理局表示，该研讨会上向大家详细地介绍了R44型直升机的动力系统、旋翼结构以及操纵特性等，并分析了影响直升机安全运行的十大危险源，同时逐一解析了此前三年内发生的十起R44型直升机的事故案例。

## 类似事故
2018年7月21日，一架R44型直升机在江苏省宿迁市宿豫区三台山国家森林公园附近执行农林喷洒作业飞行任务时与高压线刮碰，空中解体为三部分后坠毁，机上1名飞行员抢救无效后死亡。
2018年10月26日11时许，一架R44型直升机在秦皇岛市圆明山临时起降点执行训练任务时坠地起火，机上3人全部死亡。
2019年7月11日，江苏某通航R44直升机在镇江大路通用机场进行飞行训练中坠毁，造成2人死亡。
2021年3月3日，青岛翔龙通航R44直升机在胶州市三里河街道执行航测任务，起飞后出现动力系统故障，迫降时发生侧翻。侧翻后直升机受损，但无人员伤亡。